# Амвросій (Дубневич)
Єпископ Амвросій (Дубневич; кінець XVII, село Підгір'я, Галичина — 23 лютого 1750, Глухів, похований у Чернігові) — український релігійний та освітній діяч, богослов, філософ. Єпископ Чернігівський (у складі синодальної Російської православної церкви; 8 вересня 1742 — 23 лютого 1750).

## Біографія
Народився у польській зоні окупації України. У часи гетьмана Івана Мазепи емігрує на Гетьманщину, де закінчив Києво-Могилянську академію. За тодішнім звичаєм, аби не повертатися на правобережну Україну, отримує посаду викладача молодших класів.
1727–1731 рр. — префект Києво-Могилянської академії. З 1731 року — архімандрит Києво-Братського монастиря, з 1733 року — архімандрит Київського Михайлівського Золотоверхого монастиря. А з 1739 року — настоятель Троїце-Сергієвої лаври в Московії. Там мав організувати духовну семінарію за українським зразком, але не встиг — 8 вересня 1742 року хіротонізований на єпископа Чернігівського (ця кафедра тоді була вилученою зі складу Київської митрополії та напряму підпорядкована синодальній Московській церкві).
1746 року був на чолі духовної комісії, яка обстежувала дива від Охтирської ікони Божої Матері в Слобідській Україні — незабаром ікона була прославлена як чудотворна.
У самому Чернігові зайнявся розбудовою Чернігівського колегіуму, де, зокрема, запровадив викладання філософії.
Збереглися дані, які свідчать про вимушені контакти владики Амвросія з Таємною канцелярією Московії. Зокрема, чернігівський архієпископ передав донос одного з парафіян Гетьманщини на ієромонаха Паїсія, який ухилявся від виконання блюзнірських «рос. указных панихид», запроваджених російською світською владою в РПЦ. Отже, Амвросій був слухняним виконавцем російських правил у Церкві й відповідав званню чиновника, якими стали єпископи в Російській імперії після правління Петра I Романова.
1749 року владика Амвросій тяжко захворів. Тим не менше, він ще зміг прибути до Глухова у лютому 1750 року на церемонію відновлення гетьманства та інавгурації нового гетьмана Кирила Розумовського. Щоправда, на той момент Амвросій був уже настільки слабий, що залишався постійно у ліжку — про це є згадка у «Короткому описі Малоросії». А вже наступного дня після інавгурації Розумовського Амвросій Дубневич помер.
Похований у Борисоглібському кафедральному соборі Чернігова.

## Громадська роль
Сучасники називають Амвросія Дубневича одним із найкращих ректорів Києво-Могилянської академії та Чернігівського колегіуму. Під його керівництвом Академія залишилася базовим навчальним закладом підготовки кадрів для державного управління України — від муніципальних та сотенних установ до Генеральної канцелярії, а в чернігівському Колегіумі здобували освіту за європейським зразком. Також владика був відомий як оригінальний богослов.
Єпископ Амвросій брав участь у роботі комісії з упорядкування законодавчих актів Литовського права та Магдебурзького права, чим прислужився розвитку державної системи Гетьманщини у XVIII столітті.